# Ghali Bensalah
 (mai 2021).
Pour les articles homonymes, voir Bensalah.
Ghali Bensalah (en arabe : الغالي بن صالح) est un footballeur algérien né le 6 octobre 1974 en Algérie. Il évoluait au poste d'attaquant.

## Biographie
Il évolue en première division algérienne avec les clubs de l'ASO Chlef où il a remporté la coupe d'Algérie en 2005 et avec le MC Alger.

## Palmarès
ASO Chlef
- Coupe d'Algérie (1) :
  - Vainqueur : 2004-05.